# Eric Rücker Eddison

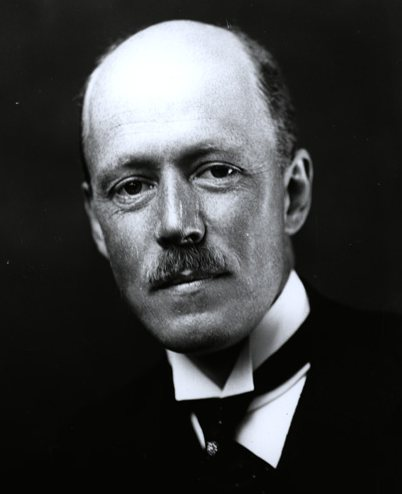
Eric Rücker Eddison

Eric Rücker Eddison (* 24. November 1882 in Adel, Yorkshire, heute ein Vorort von Leeds; † 18. August 1945) war ein britischer Schriftsteller.

## Leben
Eddison besuchte die Privatschule von Eton und studierte am Trinity College von Cambridge. Er trat 1906 als Beamter in das britische Handelsministerium ein. 1938 reichte er seine Kündigung ein, um sich ganz auf seine schriftstellerische Arbeit zu konzentrieren.
1922 debütierte Eddison mit The Worm Ouroboros. Dieses Werk galt seiner barocken Sprache wegen lange als unübersetzbar und wurde erst 1981 ins Deutsche übertragen (Der Wurm Ouroboros). 1926 folgte der teilweise historische Wikingerroman Styrbiorn The Strong, der sogar erst 1996 als Styrbjörn der Starke zum ersten Mal auf Deutsch erschien.
1935 kehrte Eddison mit seinem Roman Mistress of Mistresses (deutsch: Die Herrin Zimiamvias) wieder in die Welt des Wurms zurück. Der Roman wurde 1941 mit A Fish Dinner in Memison (Ein Fischessen in Memison) fortgesetzt. Als Eddison 1945 überraschend starb, war der dritte Band noch nicht vollendet. Seine Frau stellte aus dem Nachlass eine Version zusammen, die 1958 als The Mezentian Gate (deutsch: Das Tor des Mezentius) erschien.
Die ersten Übersetzungen seiner Werke ins Deutsche waren kaum erfolgreich. Erst die Neuauflage des Wurms in einer Übersetzung von Helmut W. Pesch zeigte, dass Eddison mit seiner kraftvollen und intensiven Sprache auch heute noch seine Leser in Bann schlagen kann. Der Wurm Ouroboros gilt heute als Klassiker der Fantasy und Vorreiter von J. R. R. Tolkiens Der Herr der Ringe.

## Werke
Zimiamvische Trilogie
- Mistress of Mistresses (1935)
  - Deutsch: Die Herrin Zimiamvias. Heyne, München 1982, ISBN 3-404-30753-4.
- A Fish Dinner in Memison (1941)
  - Deutsch: Ein Fischessen in Memison. Heyne, München 1982, ISBN 3-404-30831-X.
- The Mezentian Gate (1958)
  - Deutsch: Das Tor des Mezentius. Heyne, München 1983, ISBN 3-404-30927-8.

Romane
- The Worm Ouroboros (1922)
  - Deutsch: Der Wurm Ouroboros.  Hrsg. und mit einem Nachwort versehen von Jürgen Blasius. Übersetzt von Reinhard Heinz. Heyne Verlag, München 1981, ISBN 3-453-30736-4. Neuübersetzung von Helmut W. Pesch: Bastei Verlag, Bergisch Gladbach 1993, ISBN 3-404-20319-4.

- Styrbiorn the Strong (1926)
  - Deutsch: Styrbjörn der Starke. Bastei-Verlag, Bergisch Gladbach, 1996, ISBN 3-404-20291-0.
- Egil’s Saga (1930)

Herausgeber
- Poems, Letters, and Memories of Philip Sidney Nairn (1916)